# Sesquióxido
Sesquióxido é um óxido que contém três átomos de oxigénio com dois átomos (ou radicais) de outro elemento. Por exemplo, o óxido de alumínio (Al2O3) é um sesquióxido. A razão 3:2 (ou seja 1:1,5) entre o teor em O e teor no ião conjugado está na origem do nome, pois o prefixo sesqui significa simplesmente «uma vez e meia».

## Descrição
Um sesquióxido é um óxido de um elemento químico (ou radical), em que a relação entre o número de átomos desse elemento e o número de átomos de oxigénio é de 2:3 (ou seja 1:1,5). Por exemplo, o óxido de alumínio Al
2O
3
 e óxido de fósforo(III) P
4O
6
 são sesquióxidos.
Muitos sesquióxidos contêm um metal no estado de oxidação +3 e o ião óxido O2–
, por exemplo, o óxido de alumínio Al
2O
3
, óxido de lantânio(III) La
2O
3
 e óxido de ferro(III) Fe
2O
3
. Os sesquióxidos de ferro e alumínio são muito frequentes nos solos. Os sesquióxidos de metais alcalinos são excepções porque contêm tanto peróxido O2–
2
 e superóxido O–
2
, por exemplo, o sesquióxido de rubídio Rb
4O
6
 é formulado (Rb+
)
4(O2–
2)(O–
2)
2
.
Os sesquióxidos de metaloides e não-metais são mais bem formulados como covalentes, por exemplo, trióxido de boro B
2O
3
, trióxido de dinitrogénio N
2O
3
 e óxido de fósforo(III) P
4O
6
; trióxido de cloro Cl
2O
3
 e trióxido de bromo Br
2O
3
 não têm estado de oxidação +3 no halogéneo.
Muitos óxidos de metais de transição cristalizam no tipo de estrutura corindo, com grupo espacial R3c. Os sesquióxidos de elementos de terras raras cristalizam em uma ou mais de três estruturas cristalinas: hexagonal (tipo A, grupo espacial P3m1), monoclínica (tipo B, grupo espacial C2/m), ou cúbica centrada no corpo (tipo C, grupo espacial Ia3).
Muitos sesquióxidos contêm o metal no estado de oxidação 3+, como Al2O3, Fe2O3 ou La2O3, sem embargo de os sesquióxidos álcali-metal serem excepções e conterem tanto iões peróxido (O22−) como superóxido (O2−), por exemplo Rb2O3 com a fórmula [(Rb+)4(O22−)(O2−)2].

### Lista de sesquióxidos
| H       |         |         |         |         |         |         |         |         |         |         |         |         |         |         |    |         | He |
| Li      | Be      | B 2O 3  | C       | N 2O 3  | O       | F       | Ne      |         |         |         |         |         |         |         |    |         |    |
| Na      | Mg      | Al 2O 3 | Si      | P 4O 6  | S       | Cl 2O 3 | Ar      |         |         |         |         |         |         |         |    |         |    |
| K       | Ca      | Sc 2O 3 | Ti 2O 3 | V 2O 3  | Cr 2O 3 | Mn 2O 3 | Fe 2O 3 | Co 2O 3 | Ni 2O 3 | Cu 2O 3 | Zn      | Ga 2O 3 | Ge      | As 2O 3 | Se | Br 2O 3 | Kr |
| Rb 4O 6 | Sr      | Y 2O 3  | Zr      | Nb      | Mo 2O 3 | Tc      | Ru      | Rh 2O 3 | Pd      | Ag      | Cd      | In 2O 3 | Sn      | Sb 2O 3 | Te | I       | Xe |
| Cs 4O 6 | Ba      | Lu 2O 3 | Hf      | Ta      | W 2O 3  | Re      | Os      | Ir 2O 3 | Pt      | Au 2O 3 | Hg      | Tl 2O 3 | Pb 2O 3 | Bi 2O 3 | Po | At      | Rn |
| Fr      | Ra      | Lr      | Rf      | Db      | Sg      | Bh      | Hs      | Mt      | Ds      | Rg      | Cn      | Nh      | Fl      | Mc      | Lv | Ts      | Og |
|         |         | ↓       |         |         |         |         |         |         |         |         |         |         |         |         |    |         |    |
| La 2O 3 | Ce 2O 3 | Pr 2O 3 | Nd 2O 3 | Pm 2O 3 | Sm 2O 3 | Eu 2O 3 | Gd 2O 3 | Tb 2O 3 | Dy 2O 3 | Ho 2O 3 | Er 2O 3 | Tm 2O 3 | Yb 2O 3 |         |    |         |    |
| Ac 2O 3 | Th      | Pa      | U       | Np 2O 3 | Pu 2O 3 | Am 2O 3 | Cm 2O 3 | Bk 2O 3 | Cf 2O 3 | Es 2O 3 | Fm      | Md      | No      |         |    |         |    |

### Sesquioxidação
Sesquioxidar, que significa a criação de um sesquióxido, é a palavra com maior pontuação que caberia num tabuleiro de Scrabble, embora não apareça em nenhum dicionário oficial do Scrabble.
Embora o Oxford English Dictionary já tenha listado o substantivo e o adjetivo do particípio passado - sesquioxidação (sesquioxidation) e sesquioxidizado (sesquioxidized), respetivamente - o verbo, sesquioxidizar, e as suas formas conjugadas, têm estado ausentes dos dicionários usados como fontes para as listas oficiais de palavras do Scrabble. Uma primeira aparição do particípio presente notado ocorreu na publicação de 1860 da Assembleia Legislativa do Estado de Nova Iorque intitulada Transactions of the State Medical Society, no entanto, a primeira aparição da palavra num dicionário foi na edição de 1976 da obra de Josepha Heifetz Byrne intitulada Mrs. Byrne's Dictionary of Unusual, Obscure, and Preposterous Words (ISBN 0806504986). Teoricamente, é possível obter 2044 pontos numa única jogada, se forem utilizadas apenas palavras da lista oficial de palavras do Scrabble (o Collins Scrabble Words).